# Junta Nacional de Jardines Infantiles
La Junta Nacional de Jardines Infantiles (más conocido por su acrónimo, Junji) es un organismo público chileno, encargado de las salas cuna y jardines infantiles del país. Su rol es garantizar la educación parvularia de calidad y bienestar integral de niños y niñas preferentemente entre 0 y 4 años de edad. Desde el 27 de diciembre de 2022, el servicio está dirigido por Daniela Triviño.

## Historia

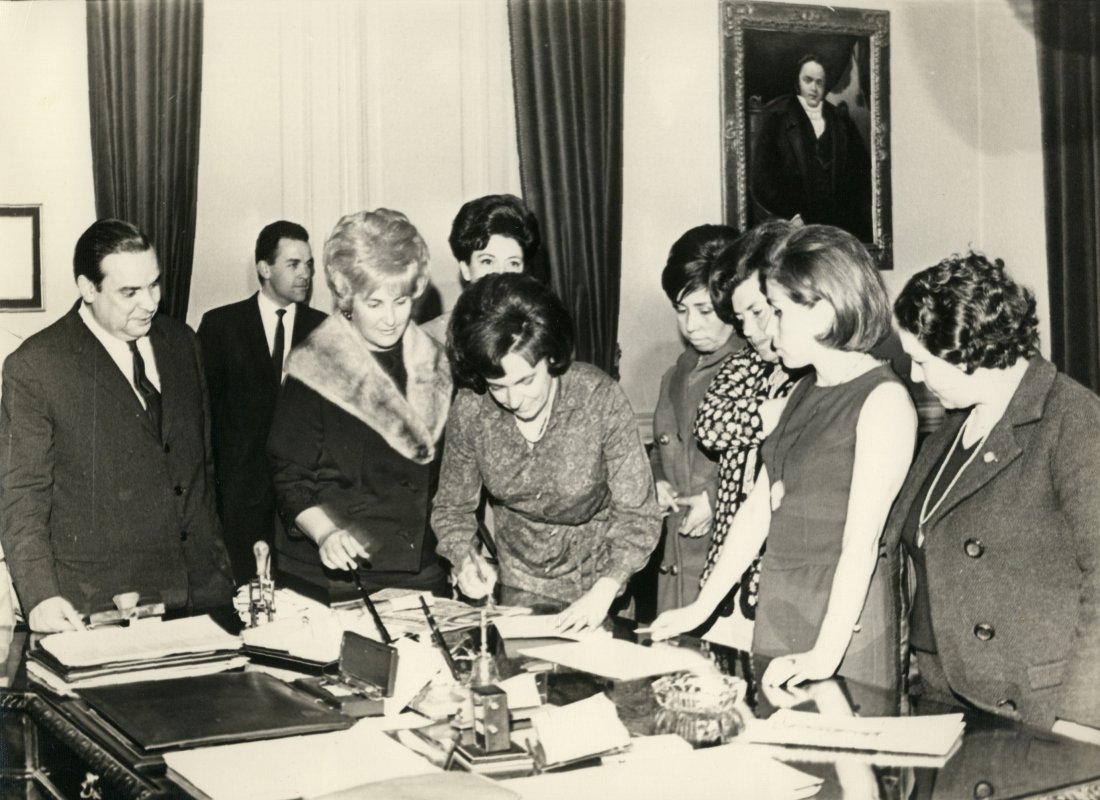
La diputada María Silvia Correa (al centro) firmando la Ley de Jardines Infantiles. La acompañan otras seis diputadas, de izquierda a derecha: Juana Dip, Inés Enríquez Frödden (atrás de María Silvia), Wilna Saavedra, Blanca Retamal, Gladys Marín, Margarita Paluz, y el diputado Alfredo Lorca (primero a la izquierda).

La Junji fue creada durante el gobierno del presidente Eduardo Frei Montalva el 22 de abril de 1970, mediante la promulgación de la ley 17.301, donde se estableció que el organismo es de carácter autónomo, pero queda bajo la dependencia del Ministerio de Educación (en ese entonces de Educación Pública). El origen de esta organización se remonta en la una sesión de la Asamblea de la Organización de Naciones Unidas (ONU) de 1950, donde se estableció el rol de los padres y Estados para formar a los niños.
Desde su fundación, el organismo ha tenido por objetivo el garantizar el acceso incondicional de lactantes e infantes a la educación a través de modificaciones a la ley del trabajo, apoyo y financiamiento de nuevos jardines infantiles. Durante la dictadura militar del general Augusto Pinochet, las políticas infantiles se orientaron a mejorar el acceso a la educación, subvencionando a las familias que no poseían el dinero para la matrícula de los niños en jardines infantiles. Al final de la década de 1970, los infantes protegidos por la Junji alcanzaban los 47 mil.
En la década de 1980, las políticas económicas impuestas por el gobierno central impidieron el crecimiento de la cobertura, pero a cambio, se comenzó a entregar raciones de alimentación a 10 mil niños a través de programas colaborativos entre los jardines y los apoderados de los niños.
Tras asumir, el gobierno del presidente Patricio Aylwin estableció terminar la dependencia del Ministerio de Educación para pasar a formar parte de él, con el fin de establecer un proceso continuo de aprendizaje centrado en el aparato estatal: formación desde la infancia hasta la adolescencia asumida por dicho ministerio de Estado. A inicios de la década del 2000, la Junji atendía a 102 mil niños a nivel nacional.

## Objetivos estratégicos
Los objetivos estratégicos institucionales de la Junji son los siguientes:
- Calidad educativa y bienestar integral: cuyo objetivo es «entregar educación parvularia de calidad que favorezca el bienestar y desarrollo integral de niños y niñas, en ambientes educativos intencionados y significativos, mediante equipos pedagógicos de excelencia y en estrecho vínculo con las familias».[5]
- Cobertura pertinente: el organismo tiene la misión de «avanzar en la cobertura de educación parvularia para todos los niños y niñas, ampliando la oferta educativa programática, optimizando eficientemente la oferta existente en todo el territorio y garantizando el acceso a un servicio educativo pertinente».[5]
- Institucionalidad moderna: por último, el tercer objetivo es «potenciar el desarrollo de una gestión articulada con la nueva institucionalidad en educación parvularia, junto a la modernización de la gestión interna, con el fin de dar respuestas efectivas a los nuevos desafíos y lograr que el servicio prestado esté en concordancia con el sistema de aseguramiento de la calidad».[5]

## Organización
El organigrama de la Junji está compuesto de la siguiente manera:
Vicepresidencia Ejecutiva
- Gabinete
- Unidad de Auditoría Interna
- Unidad de Operaciones
- Unidad de Relaciones Gremiales
- Unidad de Comunicaciones y Ciudadanía
- Fiscalía
  - Contratación Pública
  - Estudios y Pronunciamientos
  - Juicios y Obras Públicas
  - Transparencia y Lobby
  - Procesos Disciplinarios
  - Reconocimiento Oficial
- Departamento de Calidad Educativa
  - Gestión Curricular
  - Asesoría Técnica
  - Formación Continua e Innovación Pedagógica
  - Bienestar Integral
  - Evaluación
- Departamento de Administración y Finanzas
  - Compras
  - Logística
  - Finanzas
  - Servicios Generales
  - Análisis Financiero
- Departamento de Planificación
  - Presupuesto
  - Control de Gestión
  - Tecnología de la Información
- Departamento de Cobertura y Habilitación de Espacios Educativos
  - Cobertura y Gestión Territorial
  - Diseño, Construcción y Habilitación de Espacios Educativos
  - Gestión de la Infraestructura
  - Soporte, Seguimiento y Control
- Departamento de Gestión y Desarrollo de Personas
  - Administración de Personal
  - Desarrollo de Personas
  - Clima y Seguridad Laboral
  - Servicio de Bienestar
  - Proyectos Transversales
  - Seguimiento y Gestión

## Vicepresidentas ejecutivas
A diferencia de otros organismos similares de dependencia ministerial, la máxima autoridad de la Junji ocupa el título de «vicepresidenta ejecutiva», en lugar de «director(a) nacional».
| Titular                        | Partido             | Inicio                  | Final                      | Presidente                 |
| ------------------------------ | ------------------- | ----------------------- | -------------------------- | -------------------------- |
| María Victoria Peralta         | PDC                 | 11 de marzo de 1990     | 11 de marzo de 1994        | Patricio Aylwin Azócar     |
| María Victoria Peralta         | PDC                 | 11 de marzo de 1994     | 1998                       | Eduardo Frei Ruiz-Tagle    |
|                                |                     | 1998                    | 11 de marzo de 2000        | Eduardo Frei Ruiz-Tagle    |
|                                |                     | 11 de marzo de 2000     | 2001                       | Ricardo Lagos Escobar      |
| Ivonne Fontaine Pepper         | Ind.                | 2001                    | 2002                       | Ricardo Lagos Escobar      |
|                                |                     | 2002                    | 11 de marzo de 2006        | Ricardo Lagos Escobar      |
| María Estela Ortiz Rojas       | PS                  | 11 de marzo de 2006     | 11 de marzo de 2010        | Michelle Bachelet Jeria    |
| María Estela Ortiz Rojas       | PS                  | 11 de marzo de 2010     | 25 de mayo de 2010         | Sebastián Piñera Echenique |
| Ximena Ossandón Irarrázabal    | RN                  | 25 de mayo de 2010      | 26 de diciembre de 2010    | Sebastián Piñera Echenique |
| María Francisca Correa Escobar | UDI                 | 3 de agosto de 2011     | 11 de marzo de 2014        | Sebastián Piñera Echenique |
| Desireé López de Maturana      |                     | 20 de marzo de 2014     | 11 de marzo de 2018        | Michelle Bachelet Jeria    |
| Desireé López de Maturana      | 11 de marzo de 2018 | 2 de abril de 2018      | Sebastián Piñera Echenique |                            |
| Adriana Gaete Somarriva        |                     | 1 de agosto de 2018     | Sebastián Piñera Echenique | 11 de marzo de 2022        |
| Adriana Gaete Somarriva        | 11 de marzo de 2022 | 18 de abril de 2022     | Gabriel Boric Font         |                            |
| Mónica Morales Seguel (s)      |                     | 18 de abril de 2022     | Gabriel Boric Font         | 27 de diciembre de 2022    |
| Daniela Triviño                |                     | 27 de diciembre de 2022 | Gabriel Boric Font         | En el cargo                |